# بينجامين مايورغا
بينجامين مايورغا (بالإسبانية: Benjamín Mayorga)‏ هو لاعب كرة قدم ومدرب كرة قدم كوستاريكي في مركز الوسط، ولد في 15 أكتوبر 1966 في ليمون في كوستاريكا. شارك مع منتخب كوستاريكا لكرة القدم. أما مع النوادي، فقد لعب مع ديبورتيفو سابريسا.

## وصلات خارجية
- بينجامين مايورغا على موقع الاتحاد الدولي (مؤرشف)  (الإنجليزية)
- بينجامين مايورغا على موقع قاعدة بيانات كرة القدم.إي يو (الإنجليزية)
- بينجامين مايورغا على موقع ناشيونال فوتبول تيمز (الإنجليزية)